# Gruta do Limoeiro
A Gruta do Limoeiro é uma caverna localizada no município de Castelo.
Esta é uma das mais importantes cavernas turísticas do Brasil e recebe em seu Centro de Visitantes muitos turistas que percorrem seus escuros ambientes com capacetes e lanternas, guiadas por uma associação de guias locais do próprio distrito de Limoeiro, localizado às margens da rodovia ES-166 que liga as cidades de Castelo e Venda Nova do Imigrante, no coração do Espírito Santo.
Além de ser um grande ponto ecoturístico do interior do estado, a gruta é referenciada por diversos tratados históricos que foram relatados por viajantes, cientistas, políticos e até mesmo poetas.

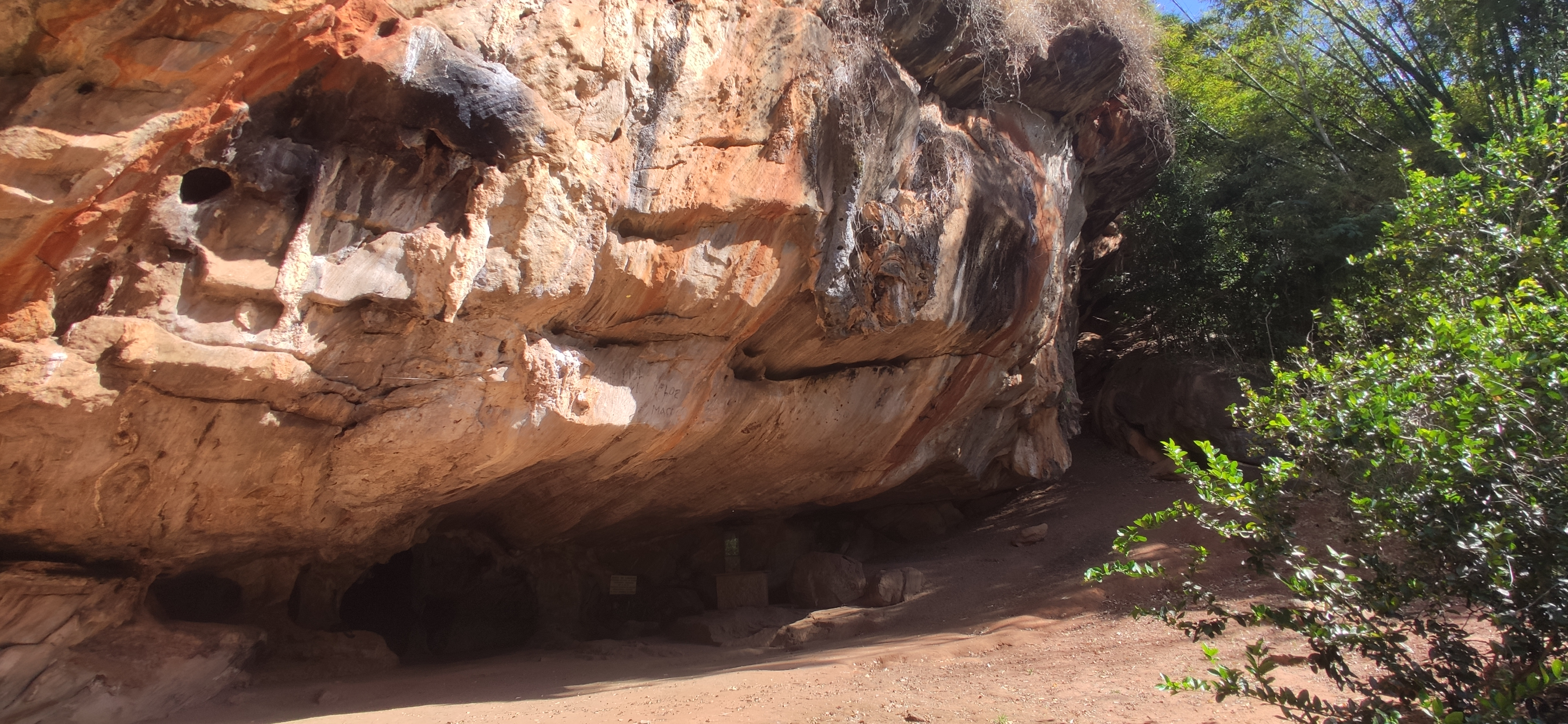
Figura 1:Entrada da Gruta do Limoeiro, Castelo - ES

## Histórico
Não é possível precisar a data de descoberta desta Gruta, no entanto, a região onde a gruta do Limoeiro está inserida é conhecida há muito mais tempo. Logo após as primeiras civilizações terem espalhado na costa atlântica do ES, principalmente pelas iniciativas de padres jesuítas (como José de Anchieta), aos poucos e, provavelmente contando com a ajuda dos nativos, os colonizadores adentravam pelas serras a oeste no intuito de descobrir riquezas e aumentar suas áreas de plantio. Dessa forma se deu uma das primeiras habitações no interior do estado, na cidade atualmente denominada Castelo, cujo nome parece ter sido inspirado nas imensas elevações graníticas da serra do Forno Alto, região quase central do ES. Alguns relatos apontam que teriam sido os jesuítas os primeiros explorar o ouro nas redondezas da gruta, fato refutado por historiadores.
Essa região centro-sul do estado concentra corpos carbonáticos metamorfizados, e que foram também, no passado, locais de mineração de ouro.  No livro “História do Espírito Santo”, escrito por Misael Ferreira Penna, o autor descreve que em 1752 “afluía grande numero de habitantes para as mattas do Castello, onde se descobrira ricas minas de ouro, despertando a avidez de muitos”. A partir deste momento as “Minas-do-Castello” passam a atrair a atenção para a região:
Deve a sua origem a alguns colonos que, tendo assentado vivenda na cabeceira do rio Itapé-Mirim, erigirão naquelle lugar uma capella que dedicarão a N. S. da Conceição, a qual foi erecta matriz, em 1754 por se acharem os freguezes mui arredados da igreja parochial de Guarapari.
Contudo, uma tensão constante entre colonizadores e indígenas faziam necessários os encargos de militares que também auxiliariam a coroa na cobrança dos encargos e impostos. Tais tensões aumentaram com a expulsão dos jesuítas dos territórios portugueses em 1759 e, de acordo com Manuel B. Furtado:
As hordas selvagens catechisadas e aldeadas por esses padres, não tendo mais um amigo para os guiar e aconselhar, voltaram ao seu estado primitivo de ferocidade, e, embrenhadas nos bosques e serras inaccessiveis, só de lá sahiam para talar e incendiar as povoações, os campos cultivados e as fazendas, cujos habitantes, aterrados por essas incessantes correrias, abandonavam os seus lares e refugiavam-se nas cidades e villas do litoral.
A resistência indígena aos avanços colonialistas no ES resistiu algumas décadas até a chegada de novas tropas que dizimaram os índios e resgataram a mineração de ouro a partir de 1823 e consequente divisão de pequenas porções de terra para quem quisesse se empregar nas lavras de minas. Após certo período de paz, as regiões de mineração passam a ser mais exploradas até a descoberta da gruta do Limoeiro.
Em seu livro de 1879, “Provincia do Espirito Santo – sua descoberta, história...”, Bazilio C. Daemon (1834-1893) descreve que a “peleja” entre índios e colonizadores se deu de frente para o local da gruta em 1771, e que os mineiros teriam protegido a fuga de mulheres e crianças em direção ao litoral. Na retirada, deixaram o trabalho de anos de construção de um canal em rocha para trás, montes de areia e demais vestígios da exploração local de ouro, conforme lhe informara uma antiga moradora da região. Daemon ainda visita a “espécie de gruta de Carnac” (sem precisar a data, mas, com certeza, antes de 1879), guiado por Francisco de Almeida Ramos. Munidos de velas de espermacete, os visitantes acessaram salões com estalactites, estalagmites, ‘sinos’ e “restos de ossadas indígenas, mas já em estado de calcinação, parecendo-nos ser aquella gruta o cemitério ou catacumba d’aquelles aborígenes”.

### A visita de um Poeta
Uma das primeiras e mais pormenorizadas descrições da gruta do Limoeiro, ou “gruta do Castello”, é de autoria de João Zeferino Rangel de Sampaio (1838-1900). Sampaio se consagrou por ser poeta, professor, jornalista e funcionário público, cargo que exerceu em Itapemirim, durante a época de sua visita à gruta em 1865. Com tom poético e ufanista, Sampaio narra sua visita à gruta em tom descritivo na forma de carta dirigida a amigos distantes, afirmando ante a gruta que:
... nunca vi coisa mais imponente. Creio que a famigerada gruta que existe na famigerada península Quiberon (Carnac) com seus obeliscos, com suas alamedas, etc., não tem a menor superioridade a esta, tendo até alguma afinidade encarada como monumento histórico pois estas preservam.
Vale a pena apontar aqui a coincidência do apelido ‘gruta de Carnac’, comum entre Daemon e Sampaio, o que pode apontar que talvez tivessem visitado juntos a gruta. De certo, como aponta a biografia Bazílio Daemon, os dois eram “íntimos amigos”. Podemos ainda entender que como ‘gruta de Carnac’ e “seus obeliscos”, o autor devia se referir a dolmens – monumentos megalíticos tumulares presentes na Inglaterra e península da Bretanha, na França – cujos acessos subterrâneos assemelham-se a cavidades naturais.
Sampaio sustenta sua referência a Carnac ao apontar os conflitos que se deram entre a resistência Celta à dominação dos Romanos na península da Bretanha francesa e, mais adiante em seu texto, compara os esforços dos índios Puris em resistir ao avanço dos colonizadores europeus no ES.
O poeta afirma que, em visita à fazenda de José Vieira Machado, manifestou o desejo de visitar a caverna. O nome José Vieira (bem como João Vieira Machado) consta da ‘Carta Corográfica da Província do Espírito Santo’  nas cabeceiras do Rio Castelo (Figura 2). Ainda com tom poético ele descreve a um amigo, Fernandes, a:
montanha ... que contem em seu cerebro a cavidade de que vos quero fallar... vedes aquella aberta, aquelle fundo entalhado na pedra, coroado de columnas corinthias aglomeradas?.

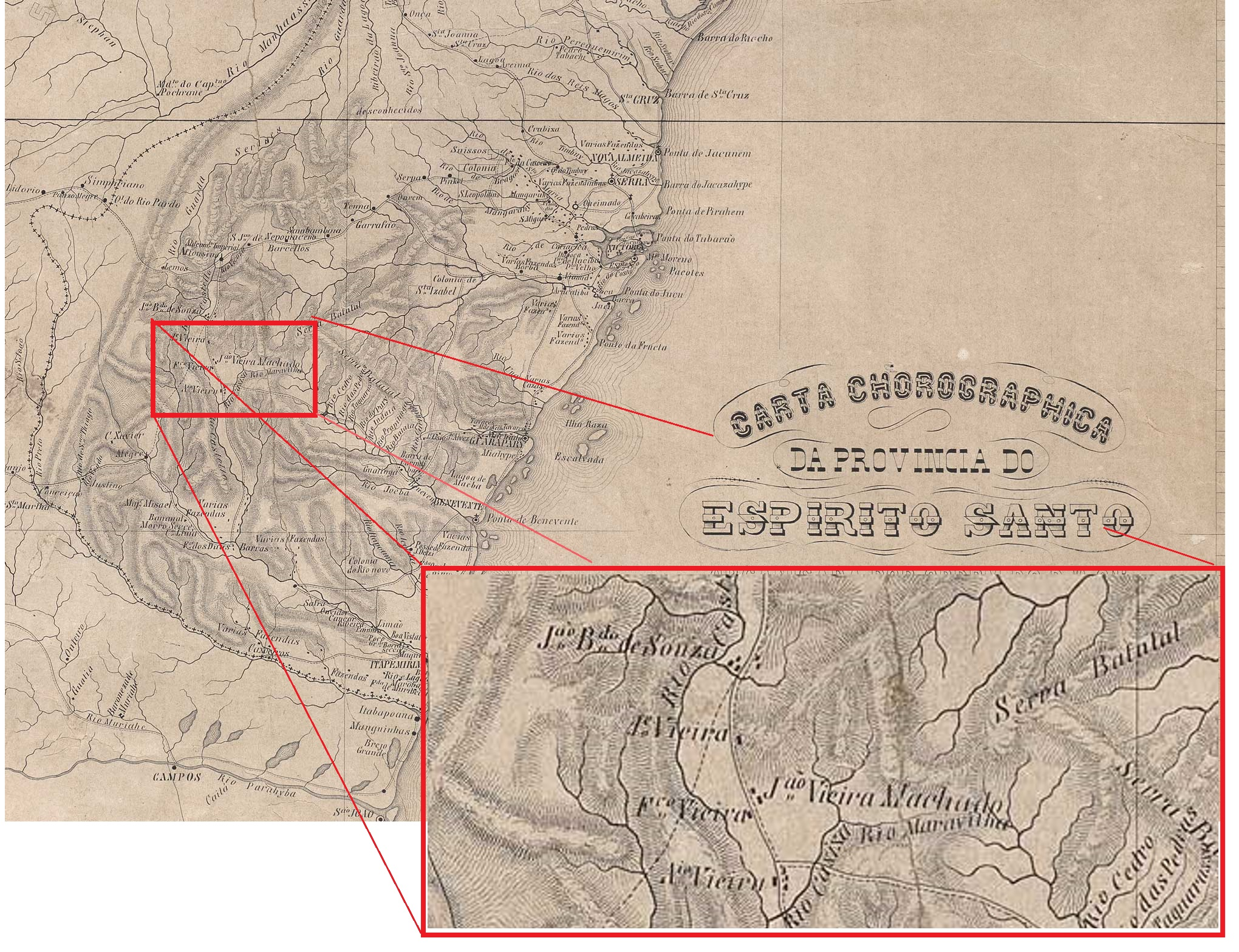
Figura 2: Mapa Histórico do ES

Após descrever a sua chegada ao afloramento carbonático na montanha e suas ‘colunas’ de árvores, Sampaio aponta que a entrada da gruta é não é acanhada e que o teto e paredes são sustentadas por uma coluna em forma de duas pirâmides unidas pelas pontas. Alguns buracos lhe chamam atenção, assim como os nomes à direita da entrada que “gravados toscamente” eram vestígios de visitantes anteriores.
A coluna e as pichações ainda podem ser vistas na entrada da gruta e tais inscrições são curiosas e uma delas apresenta o nome “Dr. Moniz Freire”, datado de 1860. Neste período, achamos por meio de jornais da época, contratado pela Província do ES, o engenheiro (Dr.) Manoel Feliciano Moniz Freire (?-1872). Freire foi responsável por fazer medições e plantas de áreas no território capixaba. Ele também ocupou cargos políticos foi pai de José de Melo Carvalho Moniz Freire (1861-1918), governador do ES por duas oportunidades (hoje com grafia Muniz Freire, com “u”, denomina uma cidade próxima a Castelo).
Ainda sobre inscrições na entrada da gruta, chamam atenção outros dois nomes: Barão de Itapemirim e Barão de Guapy. Não se descarta a possibilidade de se tratar de um embuste para enganar visitantes, mas o certo é que muito pouco se divulga e pouco se conhece sobre Joaquim José Ferraz de Oliveira (ca. 1830-1893) – primeiro e único Barão de Guapy que tinha suas propriedades e título no estado do Rio de Janeiro e era proprietário de cafezais no ES; ou ainda que a antiga grafia, “Moniz” e não “Muniz”, fosse de conhecimento de leigos que escreveram nas paredes da gruta. Ou seja, é muito provável que estes personagens de relevância histórica tenham sim visitado esta cavidade.
Retornando à descrição de Rangel de Sampaio, o autor indica que o corredor curvo da gruta se afunila, mas apresenta aberturas laterais. Após acenderem archotes (tochas), passam a perceber sinos que, ao toque, emitem sons. Uma abertura à direita do corredor é uma passagem para o interior da gruta e “o arroubo, o pavor, a alegria, a tristeza, o respeito, como que se misturão para dar um modo de ser novo ao eu!”. Ainda descrevendo sua visita a seu interlocutor, Fernandes, o poeta indica que ao entrar à direita do corredor tem acesso à ‘sala do Docel’, ou seja, um local onde pendem do teto formações que se assemelham à cobertura das antigas camas ou poltronas. Passando por esta parte, vão agora ao encontro da sala das Virgens, nome devido ao formato de algumas estalactites que pendem do teto, até finalmente chegar a mais um estreito e baixo corredor cuja penetração exige o engatinhar. As tochas neste local têm que ser cuidadosamente manejadas devido ao grande número de morcegos que voam sobre os visitantes. O espaço seguinte é denominado “Sala do sellim de banda” que recebe este nome devido a:
Um perfeito sellim de banda, cheio de custosos lavrados, e n’uma altura de 2,5 metros pouco mais ou menos. Esse simulacro de artefacto humano é tão perfeito que causa admiração! Nada lhe falta; até o gancho para descanso da perna esquerda.
“Sellim de banda” é uma antiga sela de montaria para mulheres, anterior ao século XX.
O belo texto de Rangel de Sampaio faz menção ainda a demais estalactites e brilhos na parede como “estrelas cadentes”, mas o que mais chama atenção dos visitantes é a câmara mortuária que estão agora visitando. A origem incerta de uma certa quantidade de ossos encontrada no local durante a descoberta da gruta (ocorrida anos antes de sua visita) é apontada como sendo dos antigos indígenas ou mesmo dos antigos moradores “christãos”. Sampaio não dá mais detalhes do local pois afirma ter visto apenas um único osso, semelhante a um fêmur. De lá os exploradores saem pela “sala chamada dos Espinhos”, nome devido às formações de espeleotemas pelo chão e teto. Este corredor parece ter dado acesso à entrada da caverna e o poeta termina seu texto se lamentando por não ter levado ninguém consigo que pudesse comparar aquele lugar com locais e prédios da Europa.
A descrição da caverna como ossuário também está de acordo com o descrito pelo engenheiro Hermillo Candido da Costa Alves (1842-1906), chefe da comissão de estudos da implantação da Estrada de Ferro “da Victória para Minas” e aponta em seu relatório que:
No valle do rio Castello existe uma notavel gruta em terreno calcareo, onde, segundo affirmam, se encontraram depósitos de ossos humanos... ainda não houve quem penetrasse até suas últimas camadas (ALVES, 1876).

### A visita de um Cientista
A rota que Rangel de Sampaio realiza na gruta parece ser a opção de visita à gruta, ao menos pelo que se percebe no texto disponível na próxima referência, de autoria de Manoel Basílio Furtado (1826-1909), um médico de Minas Gerais, formado na Faculdade de Medicina do Rio de Janeiro. Furtado foi correspondente do Museu Nacional e trocou inúmeras correspondências com Charles F. Hart e Emílio Goeldi a respeito de geologia, arqueologia e zoologia.
Partindo da cidade mineira de Rio Novo (nas proximidades de Juiz de Fora) no ano de 1875, o Dr. Basílio Furtado cria seu itinerário (FURTADO, 2014) que passa pelo norte do estado do Rio de Janeiro, nas proximidades de Bom Jesus de Itabapoana, passa pela cidade capixaba de Alegre – à época uma pequena freguesia que iniciava a exportação de café além de produzir outros bens agrícolas. Após fazer observações naturalistas sobre rios, montanhas, galinhas, insetos, peixes e árvores, a comitiva liderada pelo médico alcança a barra do rio Castelo em seu encontro com o Itapemirim e sobem em direção à Fazenda do Centro do Mundo, local que é hoje voltado a atividades de lazer e turismo. Na fazenda os visitantes percebem um corte na rocha granítica que canaliza o córrego e concorda com observações de outros escritos que falavam sobre a canalização das águas locais para a mineração.
Menos poético, mas muito descritivo, Furtado assim narra o rochedo que abriga a gruta:
"No meio do pasto e fronteira á casa existe uma rocha alta, conica, de cume troncado e arredondado, isolada no centro de uma bacia, no fundo da qual e junto á base da rocha corre de NE. a SO. o ribeirão da Povoação. O esqueleto da rocha é formado de calcareo branco crystalino, revestido de uma camada de terra vegetal misturada de arêa, e com fragmentos de calcareo unctuoso e argila ferruginosa endurecida".
Após uma certa digressão em seu texto para dar significado a palavras de origem em línguas indígenas, o doutor naturalista entra na gruta com mais de uma dúzia de pessoas “munidos de trena, archotes, phosphoros, e guiados pelos nossos amigos Carlos e Conrado”. À medida que penetra pela gruta, cuja boca é voltada para o norte, toma distâncias e os tamanhos métricos das curiosidades que passa a descrever.
Assim como Rangel Sampaio, Furtado descreve o curioso “som metallico” resultado da percussão da “estalactite de 2,885 de comprimento, 0,625 de largura, e de 0,44 de espessura”. E ainda fazendo relações com nomes de origem indígena, o naturalista aponta a tradução de ‘Maracapára’ como sendo “casa do sino”, nome repetidas vezes falado pelos índios coroados da região sobre a gruta, que faziam com que os colonos acreditassem em uma igreja abandonada com seu sino nos sertões daquelas paragens. A partir deste ponto em seu texto, são várias as referências ao estudo arqueológico que faz da gruta e das habitações pretéritas, como a presença de folhagem para pouso, marcas em rochas que sugerem oficinas líticas além de descrição semelhante à do poeta que aponta a gruta como ossuário indígena.
O caminho dos exploradores também toma a ‘sala do Docel’ com sua cúpula “guarnecida de franjas e rendados de primoroso lavor, etc., d’onde lhe vem o nome de sala do Docel”. A sala das Virgens de Sampaio aqui é traduzida como a ‘sala dos Estalagmites’ por onde se penetra um corredor de teto baixo (1,32m de altura) por longos 17 metros. Vencido este ‘rojo’ (este verbo foi apresentado ao autor deste artigo, por esta descrição da gruta: rojar - deslizar pelo solo; rastejar, arrastar-se, os visitantes vão dar na ‘sala do Selim’, aqui descrita como a montaria de uma amazona “com os ganchos e relevos formados por congelações estalagmíticas”. Finalmente e, da mesma forma que a descrição do poeta, o final do percurso força a passagem pelo corredor dos Espinhos (dos mesmos 1,32m de altura) e antes da saída, passam por uma ‘sala dos Banheiros’ que não foi descrita por Rangel Sampaio. Sua descrição dá a entender que o chão é coberto por represas de travertinos.
A sequência temporal das referências bibliográficas usadas para embasar este artigo de espeleologia deve ser agora interrompida para se tratar do levantamento topográfico realizado na gruta na década de 1970, quando o então governo manifestou interesse pela abertura da cavidade como forma de opção turística. Encomendada pela extinta EMCATUR (Empresa Capixaba de Turismo – estatal liquidada em 1995), ficaram a cabo da empresa ‘APR Assessoria e Projetos’ de Vitória os estudos de descrição da gruta e adaptação de roteiros de visita. Para o serviço de topografia subterrânea, uma equipe da SEE-UFOP foi contratada para a empreitada e algumas cópias do mapa produzido ainda podem ser acessados na prefeitura de Castelo. Pela baixa qualidade e desgaste da impressão original, aqui preferiu-se utilizar a imagem digitalizada do mapa a partir do original de 1978 (Figura 4):

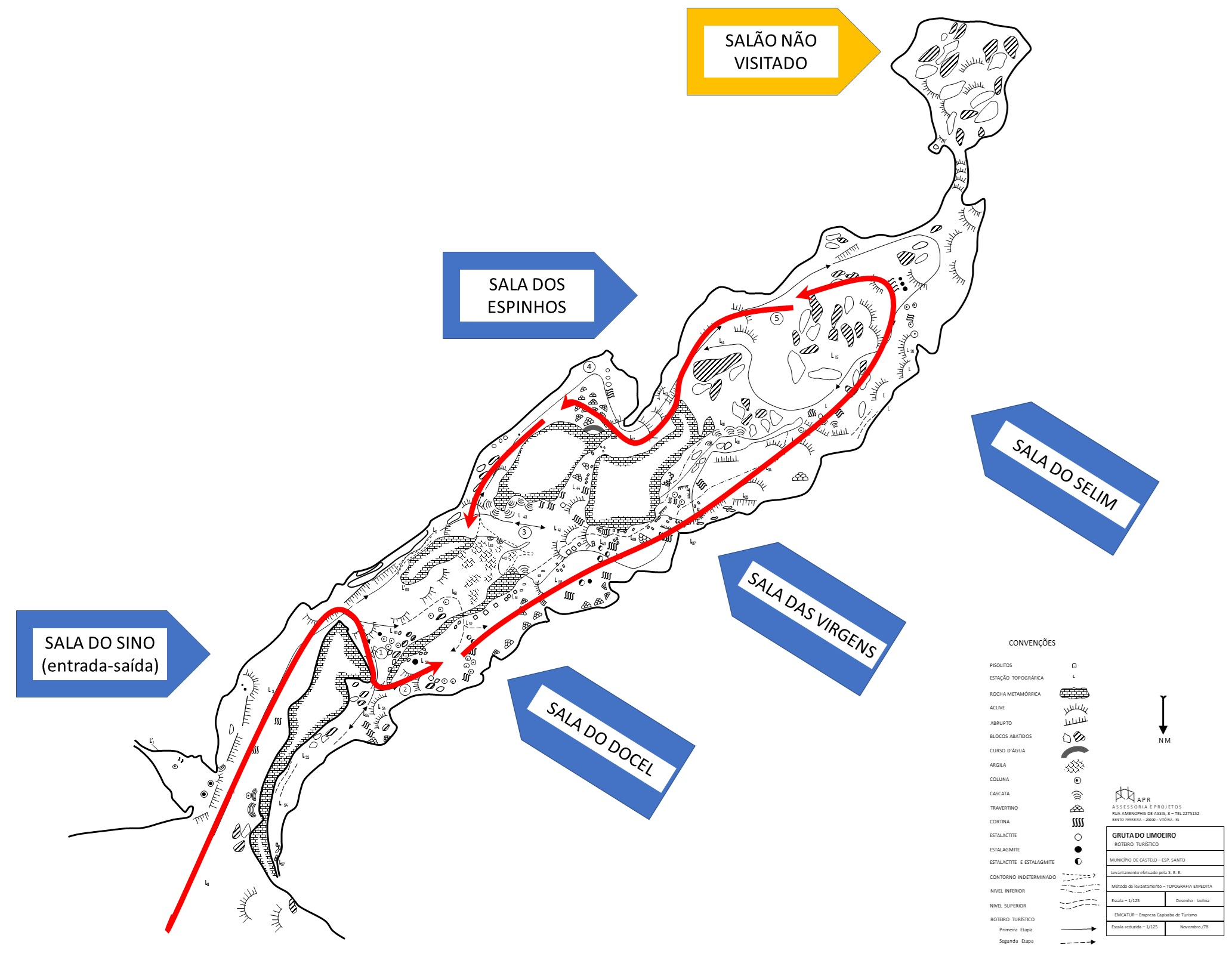
Figura 3: mapa da Gruta do Limoeiro com apontamentos a locais visitados

Um salão não é descrito nos relatos históricos por ter acesso complicado em rastejamento descendente e para este trabalho também não foi acessado até o momento
Retornando aos textos históricos, além de podermos percorrer todos os espaços narrados por poeta ou naturalista, o texto do cientista continua com sua descrição da escavação arqueológica que faz na boca da cavidade e que revela cinza, carvões e ossos humanos (perna e pés) “ligeiramente tostado pelo fogo”, o que o leva a crer em habitações de índios antropófagos naquela gruta. Outra descoberta são conchas de moluscos “do genero hélice” também trabalhados ao fogo. No entanto aqui levanta-se a dúvida de que tais moluscos fizessem parte da dieta dos habitantes das cavernas ou se trate de fósseis destes animais que podem ainda ser encontrados na entrada da caverna, em pacotes fossilíferos que chamam atenção dos olhares mais atentos.
Ainda no século XIX, a gruta do Limoeiro (que também era conhecida como gruta ‘do Castello’ ou ‘da Povoação’ – cidade e distrito que a guarda) seria comentada no “Diccionario Historico, Geographico e Estatistico” da província do ES, de autoria de Cezar Augusto Marquez (1879) como uma “notável gruta em terreno calcareo”, fazendo referência ainda aos ossos humanos que ela contém. Marquez ainda aponta a existência de uma “pequena lagoa, cujas águas que nunca secam, e são consideradas virtuosas pelo povo que a visita”. Interessante notar que o mapa da SEE (em escala 1/250) aponta um ‘curso d’água’ que atualmente não se percebe. Talvez seja uma surgência efêmera.
A cavidade ainda receberia uma menção no séc. XIX como “gruta que tem despertado a curiosidade dos viajantes que por ali passão” em uma nota jornalística. Já no ano de 1885 a visita de uma ‘Junta Presidencial’, ou seja, o governador recém nomeado por ‘Carta Imperial’, Laurindo Pitta (?-1904), e sua comitiva (vale apontar ainda a presença de Peçanha Póvoa: advogado, escritor e autor do Hino do ES; Lélio Rangel e Siqueira Lima: políticos capixabas e João Loyola: redator do jornal O Cachoeirano), passavam pela região e visitaram a cavidade a partir do afloramento que:
visto por fóra, parece insufficiente para conter uma gruta tão grande, composta de espaçosos com partimentos e quasi todos ao nivel do solo, formando um curioso espectaculo para quem se dá no trabalho de observar a conformação das estalágamitas e stalactites produzidas pela filtração da agua, sendo que um dia, com o decorrer dos seculos, crescerão de tal forma as estalágamitas pela filtração da agua e as stalactites pelos resaltos dos mesmos pingos d'agua sobre a superficie da rocha calcarea, que reunindo-se hao de acabar por obstruir de todo a entrada e camaras desta interessante obra da naturesa transformanda-a em rocha compacta. Devido á natureza da rocha e á repercussão do som pelas diversas camaras, algumas estalágmitas têm um som quase semelhante ao do bronze. S. ex. e algumas pessoas de sua comitiva demoraram-se em seu interior por espaço talvez de uma hora examinando ossos já pulverisados pelo tempo e algumas curiosidade que ali existem; apezar de ser grande o numero de luzes, sentiam todos difficuldades na respiração, pelo iniciamento do ar, e dor quando sahir-se, que os orgãos respiratorios recebiam o ar puro.

### Demais visitas ilustres
No ano seguinte, 1886, a visita de um ‘bispo diocesano’ à gruta que se demorou 16 dias nas fazendas locais (provavelmente de Cachoeiro de Itapemirim) também foi noticiada no jornal. Já o início do século XX traz poucas referências sobre a gruta em livros ou periódicos, mas a caverna continua a chamar atenção de especialistas em várias áreas. Uma delas que chama a atenção é também dada pelo Cachoeirano (1908) que anuncia que a gruta está sendo mapeada e fotografada por Arthur Thompson (1872-1940), que foi diretor de obras da cidade de Vitória. A “planta topographica” apontou um desenvolvimento de 131m da caverna e as fotos foram expostas na “casa Boa Esperança”. O material tinha como objetivo tanto ser disposto para venda quanto para compor as mais de 301 amostras de material produzido no ES, para serem expostos na ‘Exposição Nacional de 1908’ que aconteceu naquele no Rio de Janeiro. É provável que seja uma destas fotos aquela que faz parte do acervo do Arquivo Público do Estado Espírito Santo – APEES (Figura 6). Amostras de mármore e estalactites talvez também tenham feito parte deste conteúdo, pois já eram expostos mesmo em exposições regionais.
Outra notícia do início do século XX divulga a visita do engenheiro francês Justin Norbert à gruta. Ele fora contratado para se encarregar das reformas no Palácio Anchieta, sede do governo capixaba. É factível que o francês estivesse em excursão por locais que poderiam prover-lhe material de construção para suas obras no Estado. Além de descrever inúmeros pontos de referências para extração de calcáreos que poderiam concorrer “com vantagem e belleza” com os mármores importados, Norbert descreve sua visita à gruta do Limoeiro que “A Natureza ahi mostra a sua maravilhosa originalidade”. A estalactite à direita da entrada e demais espeleotemas chama-lhe atenção, até que no fundo da caverna, provavelmente na ‘sala do Selim’, encontra “ossaturas e objetos de ornamentos que bem denotam ser de selvagens – dos indios Aymorés, sem dúvida”. Depois de coletarem alguns dos objetos e concreções calcárias para sua “collecção”, exploram a caverna até a exaustão do ar. Estima que percorreram cerca de 800 a 900m dentre locais que tinham que “passar deitados”.
Voltamos a ter relatos científicos da gruta somente em 1952, através dos relatos científicos de Augusto Ruschi (1915-1986), à época trabalhando pelo Museu Nacional em descrição dos morcegos do ES. São vários os números da revista ‘Boletim do Museu de Biologia Prof. Mello Leitão’ para a qual Ruschi contribuía. Ele descreve morcegos da gruta do Limoeiro e das grutas Monte Líbano e Itaúnas, nas cidades de Cachoeiro e Morro D’Anta – antigo distrito de Conceição da Barra e hoje cidade de Pedro Canário – respectivamente, avaliando-as como abrigos de verão, inverno ou acidentais.
Sobre a gruta do Limoeiro, Ruschi reafirma serem carbonatos os afloramentos das rochas matrizes desta e de outras grutas da região: “são bancos de calcários sacaróides (com grãos cristalinos), que se encaixam no gnais do complexo arqueano que predomina fóra da orla marítima”. Para o biólogo, a gruta do Limoeiro:
é sem dúvida a mais importante a ser considerada para a Espeleologia... se abrirem depois de 15m em, salões, os quais oferecem outros furos de penetração para outros compartimentos... muito ornamentados de estalagtites, estalagmites, com pequenos depósitos de águas cristalinas. O máximo que conseguimos penetrar nessa cavidade, foi de aproximadamente seis centos metros, e até a essa profundidade, ainda pudemos observar e capturar morcegos. Sob o ponto de vista turístico é a única gruta que poderá oferecer condições para apreciação, em toda região do Estado do Espírito Santo.
Essa é uma interessante afirmação pois Augusto Ruschi viria a ser mais tarde um importante personagem pela luta da preservação ambiental no ES e a possibilidade de ponto turístico pode ter chamado atenção dos órgãos públicos municipais e estaduais da época. Ele continua a narrar os quirópteros da gruta e narra ainda interessantes aspectos geográficos e geológicos de outras grutas do estado (que aguçam o interesse deste autor que escreveu o artigo).
Na década de 1970 a EMCATUR (anteriormente mencionada) se encarrega de tratar dos estudos para exploração turística da gruta. A empresa encarregada dos trabalhos, a APM, elabora, além do mapa, em um relatório de 26 páginas (APR, sd. Mas provavelmente de 1979), onde apontam-se as características geológicas e espeleológicas da gruta, focadas na possibilidade de abertura do espaço a visitantes. Além de comentários genéricos sobre espeleotemas, o relatório aponta a necessidade de limpeza de pichações no interior da gruta e de remoção de um altar que existia na boca da gruta erguido em devoção à Nossa Senhora de Fátima pela população local. Além disso, seria necessária a “abertura de acessos” a partir da remoção de material do piso, sendo ele argiláceo ou calcítico, além da possibilidade de quebra de alguns pontos na parede para permitir a passagem de pessoas.
Os pontos mais críticos, de acordo com o relatório, para a intervenção na gruta que permitisse o trânsito de turistas seria logo na entrada em um local em que seria necessária retirada do solo para o acesso aos “salões 1 e 2”, dessa forma indicados no mapa. O aceso ao salão 5 (antes denominado sala do Selim) só seria possível com a retirada de blocos e piso calcítico, o que exigiria maior esforço. No entanto, o uso de explosivos foi descartado para o feito.
Quem acessa hoje a caverna pode perceber que tais interferências realmente foram realizadas e que o acesso ao último salão se dá através de um corredor que foi escavado por um trecho de aproximadamente 8m. O pacote total removido tem aproximadamente 50cm de altura, o que permite minimamente que, curvada, uma pessoa de porte médio consiga chegar até o ponto mais distante da gruta, a 100m da boca de entrada (de acordo com o mapa disponível). Nos últimos anos a entrada da caverna ganhou uma plataforma em madeira para facilitar o acesso de visitantes pois ao que tudo indica, nas épocas de chuvas intensas toda a região da entrada da caverna acumula águas meteóricas e dificultam seu acesso.
Ainda vale pontuar que a gruta foi local dos primeiros trabalhos de arqueologia do ES, integrante do Programa Nacional de Pesquisas Arqueológicas (PRONAPA), e que deixariam a cargo de Celso Perota a missão de escavar a gruta. Não foi possível precisar corretamente a data de início e fim de seus trabalhos pois, até o momento de fechamento deste artigo, as fontes primárias para esta pesquisa não foram encontradas. Menções secundárias de uma dissertação e do material do receptivo atual da gruta (Figura 8), apontam que o trabalho ocorreu em 1979 e provavelmente datam desta escavação as fotos que ilustram a importância arqueológica da gruta, sempre destacada por guias locais e demais responsáveis pelo turismo na gruta. O trabalho arqueológico confirmou como sendo a gruta local de cerimônias funerárias de vários indivíduos próximo à entrada da gruta.
Este conjunto de esforços parece ter sido importante para a gruta e região e em 1984 a gruta é tombada como “Monumento Natural Estadual (Conselho Estadual de Cultura/ES, Resolução 01/1984” e em 1989 com “Tombamento como patrimônio Histórico-Cultural Municipal de Castelo – Decreto 1.387”. A partir da década de 80 ainda são poucas as referências científicas que têm relação com caverna  e a melhor descrição geológica da mesma pode ser obtida no portal GEOSSIT da CPRM a partir dos dados e documentos apontados pela geóloga Ariadne Souza da UFES.